# Compañía de los Caminos de Hierro de Granada
La Compañía de los Caminos de Hierro de Granada (Baza-Guadix) fue una empresa ferroviaria española que existió entre 1917 y 1941. A lo largo de su historia estuvo controlada por el grupo empresarial del vizconde Nicolás de Escoriaza y operó la línea Baza-Guadix, llevando una existencia modesta. Desapareció tras la nacionalización de los ferrocarriles de ancho ibérico y la creación de RENFE en 1941.

## Historia
La empresa fue fundada en 1917, año en que se adquirió a la Granada Railway Company Limited los derechos de propiedad y explotación de la línea Baza-Guadix. Este trazado, de 52 km de longitud, había sido construido entre 1904 y 1907 como una parte del ferrocarril Murcia-Granada. Su importancia estribaba en que constituía un punto estratégico en la conexión ferroviaria entre las líneas ferroviarias de Andalucía y las del Levante español. La explotación del trazado estuvo arrendada inicialmente a la Compañía de los Ferrocarriles Andaluces, entre 1917 y 1925. No obstante, a partir de esa fecha la compañía propietaria pasó a hacerlo por sí misma. La «Compañía de los Caminos de Hierro de Granada (Baza-Guadix)» estuvo controlada por el grupo Escoriaza y tuvo su sede en Zaragoza. Durante las siguientes décadas la empresa mantuvo su independencia frente a otras grandes compañías a pesar de contar con una red muy pequeña.
En 1941, tras la nacionalización de los ferrocarriles de ancho ibérico, sus infraestructuras y material ferroviarios pasaron a formar parte de la recién creada RENFE.